# انجمن روانشناسی استرالیا
انجمن روانشناسی استرالیا (APS)، یکی از انجمن‌های تخصصی روانشناسان در استرالیا است. APS بیش از ۲۷۰۰۰ عضو دارد که آن را به بزرگ‌ترین نهاد حرفه‌ای به نمایندگی از روانشناسان در استرالیا تبدیل می‌کند. منشور اخلاقی انجمن در سال ۲۰۰۷ تصویب شد و در سال ۲۰۱۰ زمانی که توسط هیئت تازه تأسیس روانشناسی استرالیا به تصویب رسید، به کد اخلاقی این حرفه در استرالیا تبدیل شد. APS همچنین توصیه‌هایی را در مورد هزینه‌های مناسب برای دریافت خدمات حرفه ای خود به اعضا ارائه می‌دهد.

## عضویت
واجد شرایط بودن برای عضویت کامل MAPS در APS بی جهت پیچیده نیست (برای جزئیات به وبگاه آن مراجعه کنید). در بیشتر موارد، ثبت نام کامل و عمومی به عنوان روان‌شناس در آژانس تنظیم مقررات پزشکان سلامت استرالیا (AHPRA) واجد شرایط بودن را تضمین می‌کند.
سطوح دیگر عضویت، مانند عضویت همکار MAPS، برای روانشناسانی که ثبت نام موقت در AHPRA دارند، در دسترس است. دانشجویان کارشناسی که در هر واحد روانشناسی معتبر APAC تحصیل می‌کنند، واجد شرایط تبدیل شدن به مشترک دانشجوی APS هستند. این اشتراک به ادامه تحصیل در روانشناسی بستگی دارد.
حدود ۶۰٪ از تمام روانشناسان ثبت شده ایالتی اعضای APS هستند و مشترکان دانشجو ۱۲٪ از اعضا را تشکیل می‌دهند. از این تعداد، تفکیک جنسیتی بر اساس اعضا ۷۴ درصد زن و ۲۶ درصد مرد است.

## اخلاق
همه روانشناسان استرالیایی ملزم به قوانین اخلاقی APS هستند. این کد توسط مرجع ثبت، هیئت روانشناسی استرالیا (PsyBA) در سال ۲۰۱۰ به تصویب رسید. PsyBA برای ثبت نام روانشناسان با AHPRA همکاری می‌کند. در استرالیا، اصطلاح روان‌شناس از نظر قانونی محافظت می‌شود و فقط کسانی که در AHPRA ثبت نام کرده‌اند می‌توانند از آن استفاده کنند. ثبت نام در هر سازمان حرفه ای دیگر، مانند APS، اختیاری است.

## روسا
| رئیس انجمن                               | دوران ریاست | تحصیلات                                                              |
| ---------------------------------------- | ----------- | -------------------------------------------------------------------- |
| تامارا کاونت                             | ۲۰۲۲–۲۰۲۰   | بالینی                                                               |
| راس نایت                                 | ۲۰۲۰–۲۰۱۸   | بالینی، مشاوره                                                       |
| آنتونی سیچلو                             | ۲۰۱۸–۲۰۱۶   | بالینی، مشاوره، سلامت                                                |
| مایک کیریوس                              | ۲۰۱۴–۲۰۱۶   | بالینی                                                               |
| تیم هانان                                | ۲۰۱۲–۲۰۱۴   | بالینی، عصبی بالینی، پزشکی قانونی، سلامت، آموزشی و رشدی، ورزش و ورزش |
| سایمون کرو                               | ۲۰۱۰–۲۰۱۲   | بالینی، عصبی بالینی، پزشکی قانونی                                    |
| باب مونتگومری                            | ۲۰۰۸–۲۰۱۰   | بالینی، بهداشت، پزشکی قانونی                                         |
| آماندا گوردون                            | ۲۰۰۶–۲۰۰۸   | بالینی، بهداشت                                                       |
| آماندا گوردون                            | ۲۰۰۴–۲۰۰۶   | بالینی، بهداشت                                                       |
| پل آر مارتین                             | ۲۰۰۲–۲۰۰۴   | بالینی، بهداشت                                                       |
| پل آر مارتین                             | ۲۰۰۰–۲۰۰۲   | بالینی، بهداشت                                                       |
| بروس جی کرو                              | ۱۹۹۸–۲۰۰۰   | سازمانی                                                              |
| بروس جی کرو                              | ۱۹۹۶–۱۹۹۸   | سازمانی                                                              |
| بری جی. فالون                            | ۱۹۹۴–۱۹۹۶   |                                                                      |
| کوین مک کانکی                            | ۱۹۹۳–۱۹۹۴   |                                                                      |
| سوزان کلی                                | ۱۹۹۲–۱۹۹۳   |                                                                      |
| فرانک دی. نیلور                          | ۱۹۹۱–۱۹۹۲   |                                                                      |
| بری مکگاو                                | ۱۹۹۰–۱۹۹۱   |                                                                      |
| جان کی کالینز                            | ۱۹۸۹–۱۹۹۰   |                                                                      |
| گوردون وی استنلی                         | ۱۹۸۸–۱۹۸۹   |                                                                      |
| لئون مان                                 | ۱۹۸۷–۱۹۸۸   |                                                                      |
| دونالد مک نیکول                          | ۱۹۸۶–۱۹۸۷   |                                                                      |
| دافنه ام کیتس                            | ۱۹۸۵–۱۹۸۶   |                                                                      |
| مالکوم بی. مک میلان {{سخ}} ایان واترهاوس | ۱۹۸۴–۱۹۸۵   | بالینی                                                               |
| کلایو ویلیامز                            | ۱۹۸۳–۱۹۸۴   |                                                                      |
| ایان کی واترهاوس                         | ۱۹۸۲–۱۹۸۳   |                                                                      |
| مایکل سی نولز                            | ۱۹۸۱–۱۹۸۲   | سازمانی                                                              |
| رونالد سی کینگ                           | ۱۹۸۰–۱۹۸۱   |                                                                      |
| کنت سی. گری                              | ۱۹۷۹–۱۹۸۰   |                                                                      |
| نورمن تی پر                              | ۱۹۷۸–۱۹۷۹   |                                                                      |
| پیتر شیهان                               | ۱۹۷۷–۱۹۷۸   |                                                                      |
| الف. جورج اونز                           | ۱۹۷۶–۱۹۷۷   |                                                                      |
| جورج سینگر                               | ۱۹۷۵–۱۹۷۶   |                                                                      |
| آلستر هرون                               | ۱۹۷۴–۱۹۷۵   |                                                                      |
| الکساندر ام. کلارک                       | ۱۹۷۳–۱۹۷۴   |                                                                      |
| رونالد دبلیو کامینگ                      | ۱۹۷۲–۱۹۷۳   |                                                                      |
| مری سی نیکسون                            | ۱۹۷۱–۱۹۷۲   |                                                                      |
| اوبری جی. یتس                            | ۱۹۷۰–۱۹۷۱   |                                                                      |
| جان آ. کیتس                              | ۱۹۶۹–۱۹۷۰   |                                                                      |
| سیدنی اچ. لاویباند                       | ۱۹۶۸–۱۹۶۹   |                                                                      |
| الکس (تیم) جی مارشال                     | ۱۹۶۷–۱۹۶۸   |                                                                      |
| روز راس اچ                               | ۱۹۶۶–۱۹۶۷   |                                                                      |
| ریچارد A. قهرمان                         | ۱۹۶۶        |                                                                      |

## مناسبت‌ها
APS رویدادهای مرتبط با روانشناسی را ترویج و تسهیل می‌کند. APS همچنین به‌طور منظم در تعدادی از کنفرانس‌های ملی به عنوان یک شرکت کننده شرکت می‌کند.

## مجلات
APS سه مجله با ویلی منتشر می‌کند: مجله روانشناسی استرالیا، روان‌شناس استرالیایی و روان‌شناس بالینی.

## آموزش و پرورش
APS دارای ۹ کالج است. اینها در حوزه‌های تخصصی شناخته شده بین‌المللی عصب روان‌شناسی، پزشکی قانونی، جامعه، سلامت، بالینی، مشاوره، آموزشی و رشدی، سازمانی، و روانشناسی ورزش و ورزش هستند.
در سال ۲۰۰۹، APAC (شورای اعتباربخشی روانشناسی استرالیا) یک دیپلم جدید برای سال ۵ دانش‌آموختگی در عمل حرفه ای ایجاد کرد. این نمونه آموزشی از طریق مسیر «۱+۵» به عنوان یک جایگزین انتقالی برای سیستم بازنشستگی «۲+۴» معرفی شده‌است که سال‌هاست به عنوان یک استاندارد اولیه برای ثبت نام به عنوان روان‌شناس در استرالیا برقرار است. این منعکس کننده هدف پایانی برای تعیین حداقل شرایط ثبت نام در مقطع کارشناسی ارشد است. مسیر جدید ۱+۵ شامل یک رشته دانشگاهی پنج ساله در آموزش روانشناسی است که به دنبال آن یک سال نظارت معتبر در محل کار انجام می‌شود.
از سال ۲۰۱۰، هیئت روانشناسی استرالیا تنها آژانس مسئول ثبت نام روانشناسان در سراسر استرالیا شد. هیئت مدیره منشور اخلاقی APS برای همه اعضای این حرفه به تصویب رساند.

## یادداشت
1. ↑  1.035, ISSN 1742-9536
2. ↑  0.724, ISSN 1742-9536
3. ↑  0.967 ISSN 1742-9552